# アルミノン
アルミノン (英: Aluminon、オーリントリカルボン酸三アンモニウム) は水溶液中のアルミニウムイオンの検出によく用いられる色素である。アルミノンは Al3+と赤色の錯塩を生成する。
アルミノンは無機定性分析の他に色素生成に応用される。アルミノンは多くの金属と鮮やかな色のレーキ色素を生成する。Be2+とGa3+から得られる色素は赤色である。Fe3+から得られる色素は濃い紫から赤かっ色である。特定の色素は酸性溶液中で色が変わる：アルミノンとSc2+は酸性溶液で赤色の顔料を形成するが、酸性以外では無色である。
アルミノンは亜硝酸ナトリウムとサリチル酸とホルムアルデヒドを反応させ、アンモニアで処理することにより生成される。

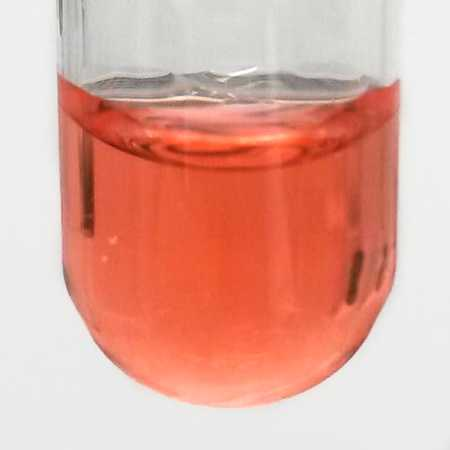
アルミノンの水溶液

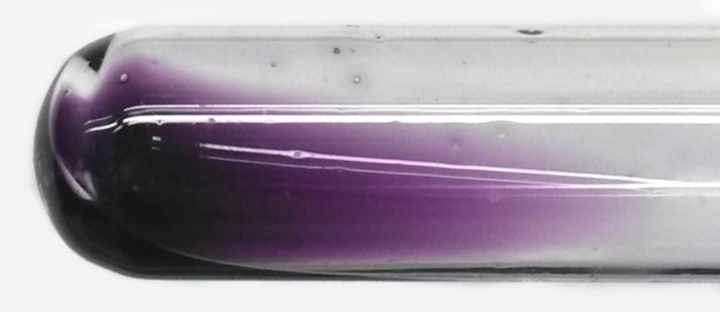
中性溶液中でアルミノンと第二鉄イオン (Fe^{3+})から得られた濃紫色の色素